# Adoncholaimus lepidus
Adoncholaimus lepidus är en rundmaskart som först beskrevs av De Man 1889.  Adoncholaimus lepidus ingår i släktet Adoncholaimus och familjen Oncholaimidae. Arten är reproducerande i Sverige. Inga underarter finns listade i Catalogue of Life.